# SN 2003kb
SN 2003kb – supernowa typu Ic odkryta 18 listopada 2003 roku w galaktyce UGC 3432. W momencie odkrycia miała maksymalną jasność 18,00m.